# Damien Brunner
Damien Brunner (Bülach, 9 marzo 1986) è un ex hockeista su ghiaccio svizzero.
È fratello maggiore di Adrian, anch'egli giocatore di hockey.

## Carriera

### Club
Brunner iniziò la propria carriera nel settore giovanile dei Kloten Flyers, raccogliendo fra il 2002 ed il 2004 15 punti in 27 incontri disputati. Nella stagione 2005-2006 fu inviato per fare esperienza nella terza serie nazionale, la Prima Lega, con la maglia dell'EHC Winterthur. Dal 2006 al 2008 giocò in prima squadra con i Kloten Flyers, totalizzando 26 punti in 120 incontri disputati. Nel 2008 trascorse un breve periodo in prestito in LNB con l'HC Thurgau, prima di essere ceduto dalla società.
Brunner continuò la stagione 2008-2009 con l'EV Zug, chiudendo il primo anno stabilendo un record di 31 punti totali in 45 partite, delle quali 10 nei playoff. La stagione 2009-2010 si chiuse addirittura con 68 punti in 60 apparizioni, giungendo alla fine della stagione regolare al quarto posto in classifica marcatori; le sue prestazioni gli valsero la conferma per la stagione successiva.
Nella stagione 2010-2011 Brunner confermò le sue capacità offensive, conquistando inoltre la convocazione in nazionale. Nel novembre del 2010 il suo contratto fu prolungato fino al 2013.
Nonostante il rinnovo del contratto nei mesi successivi si susseguirono voci di un interessamento da parte di franchigie della National Hockey League, così come era avvenuto l'anno precedente all'ex-compagno di squadra Raphael Diaz, ingaggiato dai Montreal Canadiens. Alla conclusione della stagione regolare grazie ai suoi 60 punti Brunner vinse il titolo di Top Scorer, il primo svizzero dopo 30 anni dall'ultima volta.
Il 1º luglio 2012 fu comunicato il suo passaggio definitivo in NHL presso i Detroit Red Wings con un contratto annuale two-way, ovvero valido anche per giocare in American Hockey League. Durante il lockout rimase a Zugo dove giocò in linea con il compagno a Detroit Henrik Zetterberg, arrivando a raggiungere quota 57 punti in 33 partite disputate. Contro i Columbus Blue Jackets, alla sua seconda presenza con i Red Wings, Brunner segnò il rigore decisivo. Il giorno successivo giunse la prima rete in NHL contro Kari Lehtonen, estremo difensore dei Dallas Stars. Dopo aver concluso con 35 punti in 53 gare la stagione Brunner diventò free agent, aspettando fino al mese di settembre prima di firmare un contratto pluriennale con i New Jersey Devils. Ha debuttato con la nuova squadra il 3 ottobre, nella prima di campionato (persa per 3-0 con i Pittsburgh Penguins), per poi mettere a segno le sue prime due reti il giorno dopo nella sconfitta per 4-3 in shootout incassata dai New York Islanders.

### Nazionale
Damien Brunner esordì nella selezione maggiore Svizzera in occasione del Campionato mondiale 2010, dove la nazionale svizzera raggiunse i quarti di finale. Brunner giocò sette incontri segnando una rete e fornendo quattro assist. Dalla stagione 2009-2010 ha inoltre disputato 22 incontri amichevoli, con 10 reti e altrettanti assist. Nel mondiale 2012 invece fu il capocannoniere della nazionale svizzera con 3 reti e 4 assist.

## Palmarès

### Individuale
- Lega Nazionale A:

2011-12: PostFinance Top Scorer (60 punti)
2011-12: Maggior numero di assist in LNA (36 assist)
2011-12: NLA All-Star Team
2011-12: NLA Forward of the Year